# Otohematoma

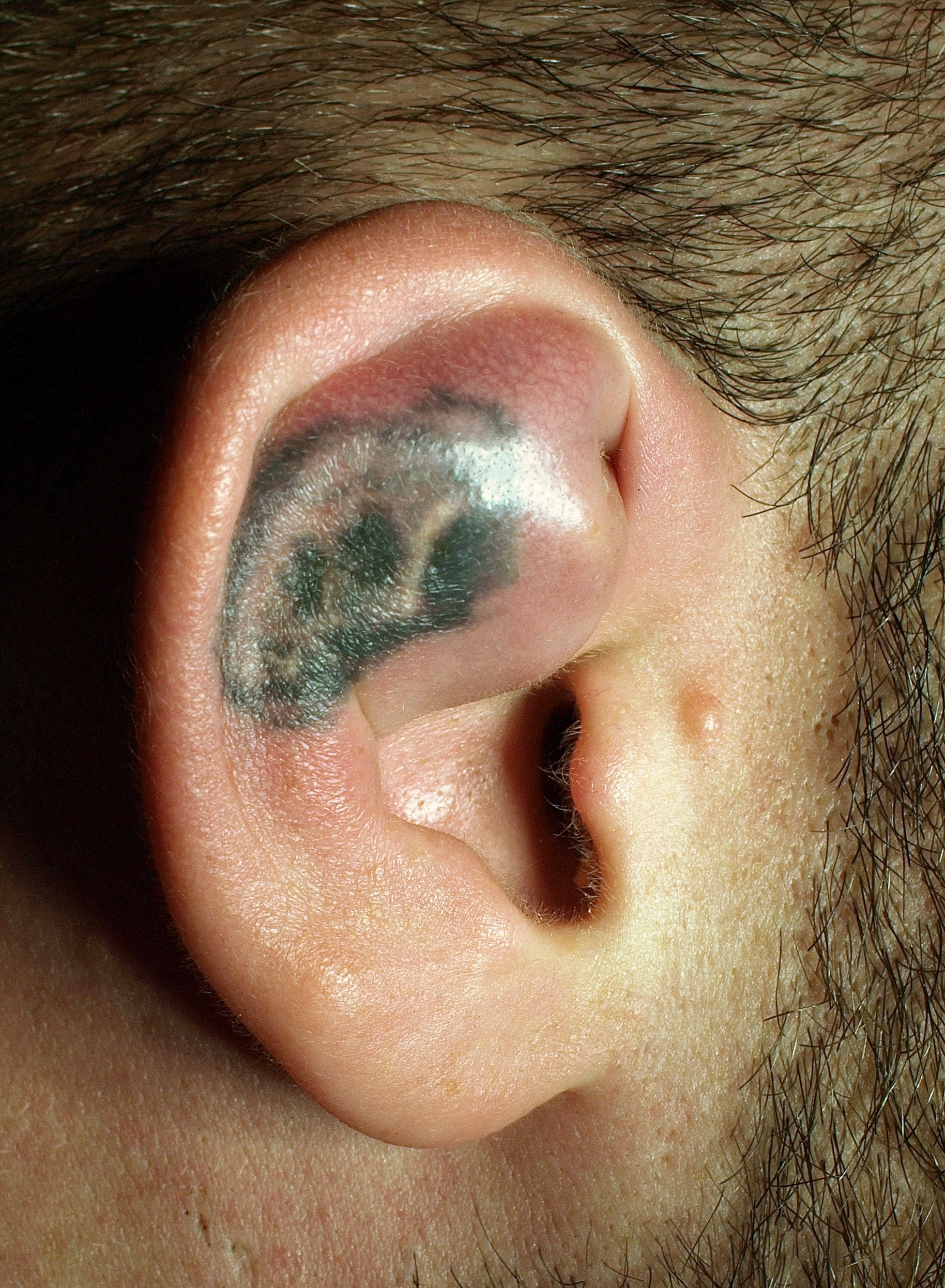

Um otohematoma ou hematoma auricular é definido como uma doença onde ocorre acúmulo de sangue ou outros líquidos inflamatórios entre a pele e a cartilagem da orelha, que produz intumescência.Em humanos, é conhecida como causa da orelha de couve-flor e pode aparecer por exemplo em boxeadores, jogadores de rugby que tem traumatismos repetidos na região da cabeça.
Pode ocorrer frequentemente em gatos e cachorros, preferencialmente em animais com orelhas pendulares, devido a traumas ou ao balançar a cabeça.Tem como causa ácaros, otites, brigas, pulgas, dermatite atópica, hiperadrenocorticismo, mordidas que levam o animal a coçar a orelha ou a balançar fortemente sua cabeça, causando rupturas de vasos. Seu diagnóstico é clínico, realizado por um médico veterinário. O tratamento pode envolver drenagem e uso de medicamentos, porém tem taxa de recidiva alta nesses casos, sendo a cirurgia considerada mais eficaz, além do tratamento do fator de origem da doença.